# Adalia (insecto)
Adalia es un género de insectos de la familia Coccinellidae. Contiene sólo dos especies, A. bipunctata y A. decempunctata.

## Ecología y biogeografía

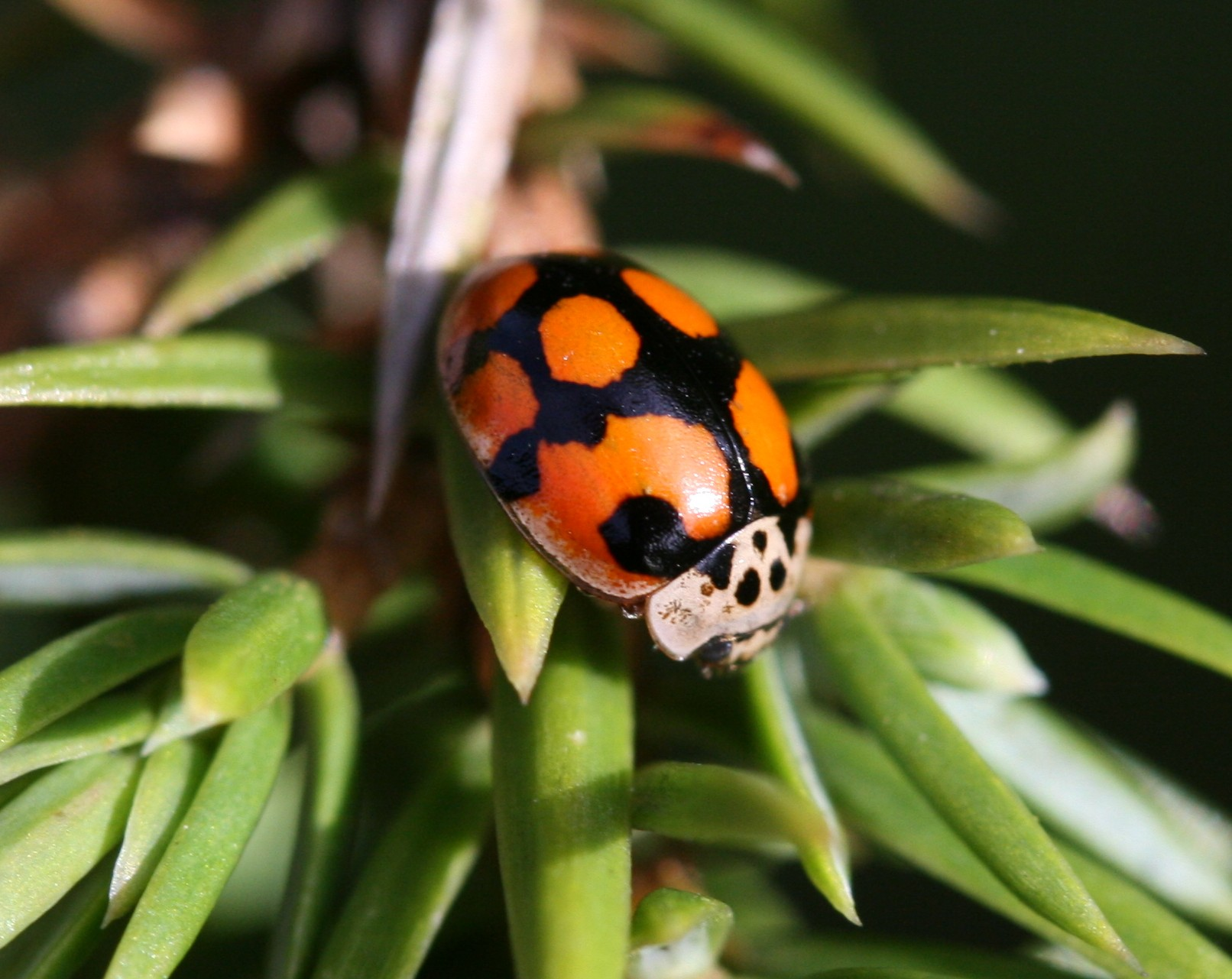
Adalia decempunctata

Las dos especies se alimentan predominantemente de pulgones, pero también muestran canibalismo y pueden alimentarse de otros coccinélidos.
Las especies de Adalia están sujetas al parasitismo por bacterias que matan a los machos: invasión de una especie de insecto, A. bipunctata, por dos bacterias diferentes que matan a los machos, moscas fóridas y taquínidas, así como ácaros Coccipolipus hippodamiae de transmisión sexual. 
Una sola Adalia puede consumir hasta 50 pulgones al día
A. bipunctata está presente en Europa, Asia, América del Norte y Nueva Zelanda.
A. decempunctata es nativa de Europa.